# Calophyllum polyanthum
Calophyllum polyanthum är en tvåhjärtbladig växtart som beskrevs av Nathaniel Wallich och Jacques Denys Denis Choisy. Calophyllum polyanthum ingår i släktet Calophyllum och familjen Calophyllaceae. Inga underarter finns listade i Catalogue of Life.